# Рошфор, Луи д’Алуаньи
Луи д’Алуаньи (фр. Louis d'Aloigny; 1583 — 2 сентября 1657), маркиз де Рошфор — французский придворный.

## Биография
Сын Антуана д’Алуаньи, сеньора де Рошфора, и Люкрес де Перьон. Крещен 18 ноября 1583.
Сеньор и маркиз де Рошфор-сюр-Крёз, барон де Рошфор-сюр-Луар, де Кор, дю Блан в Берри и де Кран, и в качестве такового первый барон Анжу, сеньор де Рош, д'Аллерон, де Рольнье, де Пренье, де Ла-Форе, и прочее
Великий бальи и королевский наместник в провинции Берри, генеральный наместник Пуату, государственный советник от дворянства шпаги. Пользовался большим доверием у Людовика XIII, который отличал Рошфора, и имел большой вес при дворе принца Конде, который 4 марта 1609 назначил его своим главным камергером и 8 января 1611 капитан-лейтенантом своей роты шеволежеров.

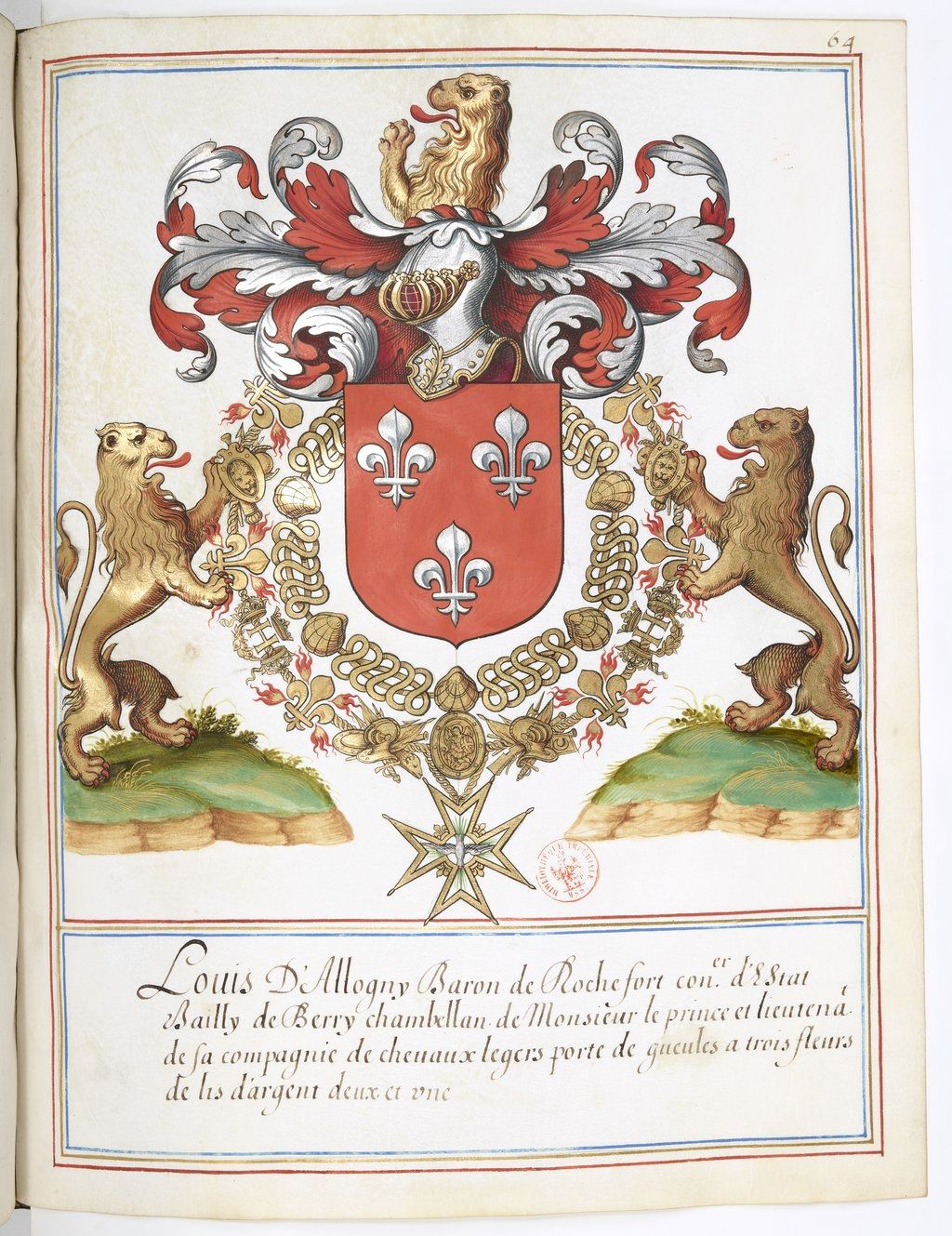
Герб Луи д’Алуаньи

16 декабря 1619 был пожалован в рыцари орденов короля; орденскую цепь Святого Духа получил 31 декабря, представив доказательства своего знатного происхождения.
После отставки маркиза де Рони и его брата графа д'Орваля 30 марта 1621 был назначен сюринтендантом строений, искусств и мануфактур Франции. Вступив в брак, стал членом Государственного и Тайного советов, и стал обозначаться как Высокий и могущественный сеньор.
Был погребен в церкви миноритов на Королевской площади в Париже.

## Семья
Жена (контракт 24.11.1626): Мари Абер де Монмор (ум. 19.06.1657), младшая дочь Жана Абера, сеньора де Монмора и дю Мениля, государственного советника, чрезвычайного военного казначея, и Анн Юэ, дамы де Ла-Бросс
Дети:
- Луи (ок. 1630—1650), маркиз де Рошфор, называемый маркизом де Краном
- Анри-Луи (1626—22.05.1676), маркиз де Рошфор, маршал Франции. Жена (1662): Мадлен де Лаваль (1646—1729), дочь Жиля де Лаваль-Буа-Дофена, маркиза де Сабле, и Мадлен Сегье
- Пьер (ум. юным)
- Франсуа-Аннибаль (ум. юным)
- Антуан (1644—1687), аббат Фонкомбо
- Мари (ум. 13.05.1675). Муж 1) (18.07.1651): Жан де Понтевес, граф де Карс, барон де Котиньяк, великий сенешаль и королевский наместник Прованса; 2) (15.05.1659): Жак Лекуаньё, маркиз де Морфонтен, президент à mortier Парижского парламента
- Анн-Анжелика (ум. после 1676). Муж (контракт 21.06.1656): Клод-Альфонс де Бришанто (1632—1658), маркиз де Нанжи
- Маргерит, монахиня-урсулинка
- Шврлотта, монахиня-урсулинка